# 嘉禮三世
嘉禮三世（拉丁語：Callistus PP. III；1378年12月31日—1458年8月6日）原名亞豐索·波吉亞（Alonso Borja），1455年4月8日當選教宗，同年4月20日即位至1458年8月6日為止。他出身於波吉亞家族，任内曾为聖女貞德平反。

## 譯名列表
- 卡利克斯特：天主教香港教區禮儀委員會：禧年專頁（页面存档备份，存于）作卡利克斯特。
- ：香港天主教教區檔案　歷任教宗作。
- 加里斯都：《大英簡明百科知識庫》2005年版[永久]、《世界人名翻譯大辭典》1993年版作加里斯都。